# Sprachen Liberias
Liberia ist ein mehrsprachiges Land mit über 30 indigenen Sprachen, die im Lande von der lokalen Bevölkerung gesprochen werden.
Die Sprachen gehören zur Niger-Kongo-Sprachfamilie und können in 3 Sprachgruppen unterteilt werden: Manding, im Osten und Süden Kru und die Westatlantische Sprachen. Mande wird im Westen und Norden des Landes gesprochen.
Allerdings ist Englisch die Amtssprache, allerdings in modifizierter Form als Liberianisches Englisch mit zahlreichen Lehnworten aus westafrikanischen Sprachen durchsetzt. Keine der afrikanischen Sprachen hat bisher im nationalen Rahmen Liberias eine dominierende Position einnehmen können. Im täglichen Leben überwiegt immer die in den einzelnen Volksgruppen bevorzugten Sprachen. Nur 2,5 Prozent der Bevölkerung, die als Nachfahren der aus den USA rückgesiedelten befreiten Sklaven bezeichnen Englisch als Muttersprache.

## Schriften
Einige der liberianischen Völker sind durch vielfach beachtete Leistungen bei der Entwicklung eigener Schriftsysteme bekannt geworden. Alle bekannt gewordenen Beispiele der Vai-Schrift wurden im Nationalmuseum in Monrovia gesammelt. Die Vai-Schrift stellt eine Besonderheit unter den Schriften dar, da sie dem Zweck diente, die afrikanischen Familien- und Ortsnamen und weitere Personendaten in den Kirchenbüchern zu notieren. Die Schrift wurde nur von wenigen Volksgruppenmitgliedern beherrscht, die derartige Daten an die Behörden melden mussten.
Im 20. Jahrhundert wurden auch unter den Kpelle (Kpelle-Schrift), Bassa (Bassa Vah), Mende (Mende-Schrift) und Loma weitere Schriften entdeckt, die ebenfalls phonetische Schreibschriften auf der Grundlage vorhandener Piktogramme darstellen.

## Sprachgruppen
Englisch
- Liberianisches Englisch
- Liberianisches Kreol (Vernakuläres Liberianisches Englisch)
- Merico (Amerikoliberianisch)

Limba-Mel-Sprachen
- Kisi

Manding
- Bandi
- Dan
- Kpelle
- Loma
- Maninka
- Mann
- Manya
- Mende
- Vai

Krusprachen
- Bassa
- Dewoin
- Gbii
- Glaro-Twabo
- Grebo
- Klao
- Krahn
- Kuwaa
- Sapo
- Tajuasohn

Atlantische Sprachen
- Gola